# Stanislav Macura
Stanislav Macura, češki dirigent, * 1946.
Macura je bil leta 1981 šef-dirigent Simfoničnega orkestra RTV Slovenija.